# Télévision au Portugal
Part de marché de la télévision au Portugal en 2022 :
- SIC (16,7 %)
- TVI (15,7 %)
- RTP1 (10,8 %)
- CMTV (en) (4,8 %)
- CNN Portugal (3,1 %)
- SIC Notícias (2,3 %)
- FOX (1,9 %)
- Canal Hollywood (1,7 %)
- Globo (1,7 %)
- Other channels (41,3 %)

La télévision au Portugal est introduite en 1956 avec des émissions d'essai par la Radio-télévision du Portugal (RTP), qui a détenu le monopole national de la télévision jusqu'à la fin de l'année 1992. Les premières émissions régulières sont diffusées le 7 mars 1957. Les transmissions en couleur sont introduites le 10 mars 1980.
La télévision numérique terrestre (TNT) a été introduite très tardivement par rapport à d'autres pays d'Europe et avec un nombre limité de chaînes. Selon l'Observatoire européen de l'audiovisuel, le Portugal occupe la dernière place des 34 pays européens ayant l'offre la plus faible en matière de télévision numérique terrestre, de sorte que la plupart des Portugais sont abonnés à des plates-formes de télévision par câble ou IPTV dans des pourcentages plus élevés que dans le reste de l'Europe, et que ces plates-formes sont bien développées et disposent de nombreuses chaînes. Pendant la transition de l'analogique à la TNT, les services de télévision par abonnement ont connu une augmentation de 10 % et ont atteint 72,5 % des foyers en 2012. En dehors d'Internet, il n'existe pas de chaînes de télévision régionales ou locales — à l'exception des chaînes de télévision autonomes de l'État, RTP Açores et RTP Madeira —, bien que quelques chaînes de télévision payantes soient partiellement ou entièrement consacrées à des questions régionales. La télévision portugaise est réglementée par l'Entidade Reguladora para a Comunicação Social (ERC).

## Critères de doublage pour la télévision portugaise
Le Portugal applique des critères stricts en matière de doublage des programmes étrangers, en contraste avec d'autres pays. Ces règles trouvent leur origine dans une loi adoptée en 1948, sous le gouvernement d'António de Oliveira Salazar, bien avant la création de la RTP (Rádio e Televisão de Portugal). Cette législation interdisait le doublage des films et des séries dans le but de protéger l'industrie cinématographique portugaise et de préserver la langue et la culture locales.

### Les débuts: une interdiction stricte
Lors de la création de la RTP, les droits d'auteur des films étrangers étaient limités aux projections en salles. Ce n'est qu'au début des années 1960 que la RTP a commencé à diffuser des contenus internationaux. Cependant, les films et séries en prises de vues réelles diffusés sur la chaîne publique étaient soumis à une interdiction stricte de doublage, une règle qui reste en vigueur aujourd'hui. L'objectif principal était d'encourager le public portugais à s'immerger dans les langues étrangères tout en évitant les coûts liés au doublage.
Quant aux dessins animés, les longs métrages et courts métrages de 7 minutes étaient également interdits de doublage jusqu'en 1994. En revanche, les dessins animés spécifiquement conçus pour la télévision pouvaient être doublés dès la fin des années 1960. Toutefois, cette possibilité n’a pris de l’ampleur qu’après la révolution des Œillets du 25 avril 1974. Malgré cela, de nombreux dessins animés étaient encore diffusés sans doublage ou avec uniquement le générique traduit avant 1974.

### Évolution et pratiques modernes
Depuis 1994, les chaînes de télévision en clair, comme RTP1, RTP2, SIC et TVI, sont libres de doubler les contenus étrangers en portugais. Pour les chaînes câblées, une obligation de doublage en portugais européen pour les programmes destinés aux enfants n’a été introduite qu’en 2010. Des chaînes comme Canal Panda appliquent cette règle de manière systématique, mais ce n’est pas toujours le cas. Par exemple, sur Biggs, une chaîne dédiée aux adolescents, les dessins animés ou films d’animation restent souvent diffusés dans leur langue originale, principalement en anglais ou en espagnol. Les chaînes destinées aux adultes, comme FOX, suivent une approche similaire, notamment pour les contenus inappropriés ou non censurés pour les enfants.
Pour les films et séries en prises de vues réelles diffusés sur les chaînes en clair, la norme reste l’ajout de sous-titres, particulièrement pour les productions destinées aux adultes.

#### La question du doublage Disney et les préférences culturelles
Jusqu’en 1994, les films Disney diffusés au Portugal étaient doublés en portugais brésilien. Le premier film Disney doublé en portugais européen fut Le Roi Lion. Cette transition a marqué un tournant dans l’histoire du doublage au Portugal, bien qu’elle n’ait pas changé l’opinion générale des Portugais envers le doublage.
En effet, une majorité de Portugais préfèrent les versions originales sous-titrées. Certains vont jusqu’à éteindre la télévision lorsque des programmes étrangers sont doublés en portugais. Pour beaucoup, le doublage est perçu comme une dévalorisation des œuvres originales, altérant leur authenticité et leur qualité artistique. Ces préférences expliquent en partie pourquoi les chaînes publiques et câblées continuent de privilégier les sous-titres pour de nombreux contenus.